# Spencer Fullerton Baird
Spencer Fullerton Baird (Reading, Pennsylvania, 1823. február 3. – Woods Hole, Massachusetts 1887. augusztus 19.) amerikai természettudós, ornitológus, ichthyológus és múzeumi kurátor. Zoológiai szakmunkákban nevének rövidítése: „Baird”.
Ő volt a Smithsonian Intézet első kinevezett kurátora. 1878-tól 1887-ig az intézet másodtitkáraként dolgozott majd Joseph Henry után ő lett az első számú vezető. Élete során több mint ezer publikációt jelentetett meg. Munkásságának legnagyobb érdeme, hogy az 1850-ben még csak 6000 példányt számláló Smithsonian természetrajzi gyűjtemény, a halálakor meghaladta a kétmilliót.

## Fiatalsága és tanulmányai
1823-ban született a Pennsylvania államokbeli Reading városban. Magát a mezőn képezte természettudóssá. Sokat tanult bátyjától Williamtől, aki madárvadász volt és John James Audubontól, valamint a hozzá hasonló festőktől, akik megmutatták Bairds-nek azt, miképp lehet a madarakról tudományos illusztrációt készíteni. Apja is nagy hatást gyakorolt természettudományos érdeklődésére, hiszen sokat gyalogoltak és kertészkedtek együtt. Őt azonban még tízéves korában elveszítette, mert kolerában meghalt. Fiatalon a Notthingham Akadémiára került Port Depositbe majd a Dickinson College magániskolába Carlisle-be. Itt 1840-ben fejezte be felsőfokú főiskolai és egyetemi szintű tanulmányait.
A diploma megszerzése után New Yorkba ment, gyógyszerészetet tanulni a Columbia Egyetem Orvosi és Sebészeti Szakkollégiumára. Két év eltelte után visszatért Carlisle-be, ahol 1845-től a Dickinson Collegeban természetrajzot tanított. A Dickinsonban kutatással is foglalkozott, részt vett gyűjtő utakon, fajokat cserélt más természettudósokkal és sokat utazott. 1846-ban feleségül vette Helen Churchillt. 1848-ban megszületett lányuk Lucy Hunter Baird. Ugyanabban az évben megbízást kapott a Smithsonian Intézettől, hogy kutassa a pennsylvaniai Delaware-völgy természettörténetét és vizsgálja meg az ottani barlangokban talált csontokat. Az intézettől 1849-ben 75 dollárt kapott azért, hogy részükre begyűjtsön, elkészítsen és leszállítson fajokat. Ez abban az időben történt, amikor találkozott a Smithsonian titkárával Joseph Henryval, akivel jó munkatársi és baráti kapcsolatba került. Az 1840-es évek során Baird beutazta az Amerikai Egyesült Államok középső és északkeleti részeit. Gyakran gyalogolt és 1842-ben egyedül megtett több mint 3200 kilométert.

## Munkássága

### Kezdetek a Smithsonian Intézetnél
1850-ben lett a Smithsonian Intézet első kurátora és három éven keresztül az Amerikai Tudományos Társaságok Szövetségének titkári teendőit is ellátta. Megérkezésekor Washingtonba két vasúti kocsit tett ki személyes gyűjteménye. Baird készítette el a múzeum programját, melyben azt indítványozta, hogy a gyűjtemény az Amerikai Egyesült Államok természetrajzának bemutatására helyezze a fő hangsúlyt. A program azt is lehetővé tette, hogy a gyűjtők között kialakításra kerüljön egy csererendszer. A hadsereg és a haditengerészet tagjait arra kérte, hogy a Mississippi nyugati részéről és a Mexikói-öböl térségéből gyűjtsenek ritka állatokat és növényeket.
Baird a gyűjtemény szinten tartása érdekében a begyűjtött, de a már korábban beszerzett példányok feletti állományt továbbküldte az ország más múzeumainak akár úgy is, hogy esetlegesen a Smithsoniannál már meglévő példányra cserélték azokat.
Munkája elismeréseként Joseph Henry alárendeltjeként helyettes titkárrá nevezték ki. Beosztásából eredően figyelte a publikációkat és az újságcseréért is felelt, mellyel a kutatóknak tudott segíteni. Ez időben William Stimpson, Robert Kennicott, Henry Ulke és Henry Bryant tudományos tevékenységét támogatta. 1855 és a titkári munka közötti időszakban Joseph Henryval az Egyesült Államok és a mexikói határ tudományos felmérésében vett részt. 1856-ban a Dickinson Collegeban természettudományi doktorátust tett. 1852-1857 között megszerezte az 1840-ben neves tudósok által alapított Nemzeti Intézet a Tudomány Támogatásáért (angolul: National Institute for the Promotion of Science) gyűjteményt, melynek tárgyai 1858-ban kerültek a Smithsonianhoz. 1865-ben Joseph Henry mellett Baird is részt vett Abraham Lincoln temetésén. 1870-ben Woods Holeban vakációzott, ahol a tengerészeti kutatásokba is belefogott, Új-Skócia és Új-Anglia kutatására indított expedíciókat vezetett.

### Az Amerikai Egyesült Államok Haltani Bizottsága és a Nemzeti Múzeum
1871. február 25-én Ulysses S. Grant elnök biztosnak jelölte az Amerikai Egyesült Államok Haltani és Halászati Bizottságába. Ezt a posztot egészen haláig betöltötte. Baird irányításával a bizottság a folyókban ritkuló lazac állomány újratelepítésének lehetőségét, valamint a tavakban népélelmezési célra hasznosítható halállomány és a part menti vizekben halászható fajok fogyatkozásának okait vizsgálta. Baird arról számolt be, hogy a part menti területeken a halállomány csökkenését az emberi tevékenység okozza. Hivatali ideje alatt 1882-ben indult útjára az Albatross kutatóhajó. Aktívan részt vett a halászat fejlesztésében és az Amerikai Egyesült Államok halászati politikájának alakításában, továbbá jelentős szerepet játszott abban is, hogy Woods Hole a mai napig is működő kutatási központtá alakulhatott.
1872-ben a Smithsonian Intézet múzeumi menedzserének nevezték ki. Baird azt mondta George Perkins Marshnak, hogy azért kérte ezt a vezető beosztást, mert az volt a szándéka, hogy jelentős mértékben gyarapítsa a múzeumi gyűjteményt. Ő volt a főszerkesztője az 1874-ben kiadott Észak-Amerikai madarak története című tanulmánynak, mely a mai napig érvényes alapmű az ornitológusok számára. Ő szervezte az 1876-os Nemzetközi Centennial Kiállításon a hivatalos állami bemutatót, mely több díjat is nyert. Baird másik érdeme, hogy meg tudott győzni több kiállítót, hogy a kiállított tárgyaikkal járuljanak hozzá a Smithsonian gyűjteményhez. Ennek eredményeként mindössze 62 marhavagonnyi, 4000 csomagot kitevő kiállítási tárgy került az intézethez. Az egyre csak növekvő múzeumi állomány elhelyezése érdekében 1879-ben az Amerikai Egyesült Államok Kongresszusa jóváhagyta az első Nemzeti Múzeumépület építését, mely napjainkban a képzőművészet és kisipar épülete (Arts and Industries Building).

### A Smithsonian titkáraként
Joseph Henry 1878. május 13-án meghalt és május 17-én Baird-et nevezték ki titkárnak. Ekkor beköltözhetett és ingyen lakhatott a Smithsonian Intézet épületébe, bár a korábbi lakórészt csökkentette, hogy a keleti szárnyat munkaterületté alakították. Nagy előnyt jelentett viszont, hogy a telefonhálózatba be volt kötve az épület. Ebben az évben nagy megtiszteltetés érte, hiszen a svéd király felvette a Szent Olaf Rend tagjai közé. 1881-ben felügyelte az új Nemzeti Múzeum épületének megnyitását. 1883 szeptemberében az Amerikai Ornitológusok Szövetsége alapító tagnak ismerte el őt annak ellenére, hogy elfoglaltsága miatt nem tudott részt venni az első kongresszuson. 1887 februárjában idegi kimerültség miatt szabadságra ment és Samuel Pierpont Langley kapott megbízást a titkári feladatok ellátására.

## Halála és emlékezete
Spencer Fullerton Baird 1887. augusztus 19-én hunyt el. Emléke előtt tisztelegve a Smithsonian Intézet épületére gyászszalagokat tűztek ki. Washingtonban az Oak Hill Temetőben helyezték örök nyugalomra. Temetésén John Wesley Powell mondta a gyászbeszédet.
Halála után felesége a Nemzeti Múzeumnak adományozta a bélyeggyűjteményét. Írásait a Smithsonian Intézet irattárában őrzik. 1946-ban Theodore T. Belote kurrátor a Smithsonian Intézetben kiállítást rendezett, melyen Baird egyike volt annak a négy titkárnak, akiknek a munkásságát és életét bemutatták. Az iránta megnyilvánuló tisztelet jeleként az 1922-ben alapított Baird Ornithological Club-ot róla nevezték el.

### Nevéhez köthető fajok
- Az árnyékhalfélékhez sorolt Bairdiella nemet 1861-ben Theodore Nicholas Gill róla nevezte el.
- Hegyescsőrű sármánypinty (Acanthidops bairdi), (Robert Ridgway, 1882)
- Alepocephalus bairdii,(Goode és Bean, 1879)
- Ammodramus bairdii, (Audubon, 1844)
- Berardius bairdii, Stejneger, 1883
- Baird-partfutó, Calidris bairdii Coues, 1861
- Cottus bairdii, Girard, 1850
- Eunephrops bairdii S. I. Smith, 1885
- Microspathodon bairdii, (Gill, 1862)
- Nezumia bairdii, (Goode & Bean, 1877)
- Baird-trogon, Trogon bairdii Lawrence, 1868
- Chionoecetes bairdi, Rathbun, 1924
- Pantherophis bairdi, (Yarrow, 1880)
- Peromyscus maniculatus bairdii
- Közép-amerikai tapír, Tapirus bairdii (Gill, 1865)
- Campephilus bairdii, (most C. principalis bairdii), Cassin, 1863

## Fordítás
- Ez a szócikk részben vagy egészben  a   Spencer Fullerton Baird című angol Wikipédia-szócikk ezen változatának fordításán alapul.  Az eredeti cikk szerkesztőit annak laptörténete sorolja fel. Ez a jelzés csupán a megfogalmazás eredetét és a szerzői jogokat jelzi, nem szolgál a cikkben szereplő információk forrásmegjelöléseként.